# ریانو
ریانو (به ایتالیایی: Riano) یک کومونه در ایتالیا است که در استان رم واقع شده‌است.

## خصوصیات
ریانو ۲۵٫۳ کیلومترمربع مساحت و ۹٫۹۰۲ نفر جمعیت دارد و ۱۲۵ متر بالاتر از سطح دریا واقع شده‌است.